# RIPEMD-160
RIPEMD-160 (от англ. RACE Integrity Primitives Evaluation Message Digest) — криптографическая хеш-функция, разработанная в Католическом университете Лувена Хансом Доббертином (англ. Hans Dobbertin), Антоном Босселарсом (Antoon Bosselaers) и Бартом Пренелем. Для произвольного входного сообщения функция генерирует 160-разрядное хеш-значение, называемое сводкой сообщения. RIPEMD-160 является улучшенной версией RIPEMD, которая, в свою очередь, использовала принципы MD4 и по производительности сравнима с более распространённой SHA-1.
Также существуют 128-, 256- и 320-битные версии этого алгоритма, которые, соответственно, называются RIPEMD-128, RIPEMD-256 и RIPEMD-320. 128-битная версия представляет собой лишь замену оригинальной RIPEMD, которая также была 128-битной и в которой были найдены уязвимости. 256- и 320-битные версии отличаются удвоенной длиной сводки, что уменьшает вероятность коллизий, но при этом функции не являются более криптостойкими.
RIPEMD-160 была разработана в открытом академическом сообществе, в отличие от SHA-1 и SHA-2, которые были созданы NSA. С другой стороны, RIPEMD-160 на практике применяется несколько реже, чем SHA-1.
Использование RIPEMD-160 не ограничено какими-либо патентами.

## Реализация RIPEMD-160

### Шаг 1. Добавление недостающих битов
Сообщение расширяется так, чтобы его длина в битах по модулю 512 равнялась 448. Таким образом, в результате расширения, сообщению недостает 64 бита до длины, кратной 512 битам. Расширение производится всегда, даже если сообщение изначально имеет нужную длину.
Расширение производится следующим образом: один бит, равный 1, добавляется к сообщению, а затем добавляются биты, равные 0, до тех пор, пока длина сообщения не станет равной 448 по модулю 512. В итоге, к сообщению добавляется, как минимум, 1 бит, и, как максимум, 512.

### Шаг 2. Добавление длины сообщения
64-битное представление {\displaystyle b} (длины сообщения перед добавлением набивочных битов) добавляется к результату предыдущего шага. В маловероятном случае, когда {\displaystyle b} больше, чем {\displaystyle 2^{64}}, используются только 64 младших бита. Эти биты добавляются в виде двух 32-битных слов, и первым добавляется слово, содержащее младшие разряды.
На этом этапе (после добавления битов и длины сообщения) мы получаем сообщение длиной кратной 512 битам. Это эквивалентно тому, что это сообщение имеет длину, кратную 16-ти 32-битным словам. Каждое 32-битное слово содержит четыре 8-битных, но следуют они не подряд, а наоборот (например, из восьми 8-битных слов (a b c d e f g h) мы получаем два 32-битных слова (dcba hgfe)).

### Шаг 3. Определение действующих функций и констант
I. Нелинейные побитовые функции:
- {\displaystyle f(j;x;y;z)=x\oplus y\oplus z~~~~~~~~~~~~~(0\leq j\leq 15)}
- {\displaystyle f(j;x;y;z)=(x\wedge y)\lor (\neg x\wedge z)~~~(16\leq j\leq 31)}
- {\displaystyle f(j;x;y;z)=(x\lor \neg y)\oplus z~~~~~~~~~~(32\leq j\leq 47)}
- {\displaystyle f(j;x;y;z)=(x\land z)\lor (y\land \neg z)~~~~(48\leq j\leq 63)}
- {\displaystyle f(j;x;y;z)=x\oplus (y\lor \neg z)~~~~~~~~~(64\leq j\leq 79)}

II. Добавляемые шестнадцатеричные константы:
- K(j) = 0x00000000 {\displaystyle (0\leq j\leq 15)}
- K(j) = 0x5A827999 {\displaystyle (16\leq j\leq 31)}
- K(j) = 0x6ED9EBA1 {\displaystyle (32\leq j\leq 47)}
- K(j) = 0x8F1BBCDC {\displaystyle (48\leq j\leq 63)}
- K(j) = 0xA953FD4E {\displaystyle (64\leq j\leq 79)}
- K'(j) = 0x50A28BE6 {\displaystyle (0\leq j\leq 15)}
- K'(j) = 0x5C4DD124 {\displaystyle (16\leq j\leq 31)}
- K'(j) = 0x6D703EF3 {\displaystyle (32\leq j\leq 47)}
- K'(j) = 0x7A6D76E9 {\displaystyle (48\leq j\leq 63)}
- K'(j) = 0x00000000 {\displaystyle (64\leq j\leq 79)}

III. Выбор 32-битных слов из сообщения
- r(j) = j при {\displaystyle (0\leq j\leq 15)}
- r(16..31) = 7; 4; 13; 1; 10; 6; 15; 3; 12; 0; 9; 5; 2; 14; 11; 8
- r(32..47) = 3; 10; 14; 4; 9; 15; 8; 1; 2; 7; 0; 6; 13; 11; 5; 12
- r(48..63) = 1; 9; 11; 10; 0; 8; 12; 4; 13; 3; 7; 15; 14; 5; 6; 2
- r(64..79) = 4; 0; 5; 9; 7; 12; 2; 10; 14; 1; 3; 8; 11; 6; 15; 13
- r'(0..15) = 5; 14; 7; 0; 9; 2; 11; 4; 13; 6; 15; 8; 1; 10; 3; 12
- r'(16..31) = 6; 11; 3; 7; 0; 13; 5; 10; 14; 15; 8; 12; 4; 9; 1; 2
- r'(32..47) = 15; 5; 1; 3; 7; 14; 6; 9; 11; 8; 12; 2; 10; 0; 4; 13
- r'(48..63) = 8; 6; 4; 1; 3; 11; 15; 0; 5; 12; 2; 13; 9; 7; 10; 14
- r'(64..79) = 12; 15; 10; 4; 1; 5; 8; 7; 6; 2; 13; 14; 0; 3; 9; 11

VI. Набор для битового поворота влево (операция rol)
- s(0..15) = 11; 14; 15; 12; 5; 8; 7; 9; 11; 13; 14; 15; 6; 7; 9; 8
- s(16..31) = 7; 6; 8; 13; 11; 9; 7; 15; 7; 12; 15; 9; 11; 7; 13; 12
- s(32..47) = 11; 13; 6; 7; 14; 9; 13; 15; 14; 8; 13; 6; 5; 12; 7; 5
- s(48..63) = 11; 12; 14; 15; 14; 15; 9; 8; 9; 14; 5; 6; 8; 6; 5; 12
- s(64..79) = 9; 15; 5; 11; 6; 8; 13; 12; 5; 12; 13; 14; 11; 8; 5; 6
- s'(0..15) = 8; 9; 9; 11; 13; 15; 15; 5; 7; 7; 8; 11; 14; 14; 12; 6
- s'(16..31) = 9; 13; 15; 7; 12; 8; 9; 11; 7; 7; 12; 7; 6; 15; 13; 11
- s'(32..47) = 9; 7; 15; 11; 8; 6; 6; 14; 12; 13; 5; 14; 13; 13; 7; 5
- s'(48..63) = 15; 5; 8; 11; 14; 14; 6; 14; 6; 9; 12; 9; 12; 5; 15; 8
- s'(64..79) = 8; 5; 12; 9; 12; 5; 14; 6; 8; 13; 6; 5; 15; 13; 11; 11

V. Исходные значения слов сводки
- h0 = 0x67452301;
- h1 = 0xEFCDAB89;
- h2 = 0x98BADCFE;
- h3 = 0x10325476;
- h4 = 0xC3D2E1F0;

### Шаг 4. Выполнение алгоритма хеширования
После задания всех исходных функций, констант и начальных значений слов хеш-суммы можно переходить к выполнению алгоритма. Обработка сообщения происходит 512-битными блоками, состоящими из 16 слов длиной в 32 бита каждое (16*32 = 512). Каждый блок обрабатывется двумя способами, и результаты определённым образом складываются.
Ниже приведён псевдокод алогоритма. Под сложением «+» подразумевается сложение по модулю 232, rols обозначает циклический сдвиг влево на s позиций. Исходное сообщение, состоящее из t блоков по 16 32-битных слов, хранится в массиве Xi[j], 0 <= i < t, 0 <= j < 16.
```
 for i := 0 to (t - 1) {
   A := h0; B := h1; C := h2; D := h3; E := h4;
   A' := h0; B' := h1; C' := h2; D' := h3; E' := h4;
   for j := 0 to 79 {
     T := rol
s(j)
 (A + f(j; B; C; D) + X
i
[r(j)] + K(j)) + E;
     A := E; E := D; D := rol
10
(C); C := B; B := T;
     T := rol
s'(j)
 (A' + f(79 — j; B'; C'; D') + X
i
[r'(j)] + K'(j)) + E';
     A' := E'; E' := D'; D' := rol
10
(C'); C' := B'; B' := T;
   }
   T := h1 + C + D'; h1 := h2 + D + E'; h2 := h3 + E + A';
   h3 := h4 + A + B'; h4 := h0 + B + C'; h0 := T;
 }
```

## Примеры хешей RIPEMD-160
Входная строка состоит из ASCII-символов. Выходная строка представляет собой шестнадцатеричную запись.
```
 RIPEMD-160("
The quick brown fox jumps over the lazy dog
") =
 37f332f68db77bd9d7edd4969571ad671cf9dd3b
```

Даже маленькое изменение сообщения вызывает значительное изменение его сводки. Например, мы заменим в вышеприведённом примере d на c:
```
 RIPEMD-160("The quick brown fox jumps over the lazy cog") =
 132072df690933835eb8b6ad0b77e7b6f14acad7
```

Хеш-сумма пустой строки выглядит так:
```
 RIPEMD-160("") = 
 9c1185a5c5e9fc54612808977ee8f548b2258d31
```

## Производительность
В таблице для сравнения приведены скорости выполнения MD4-подобных функций. Предполагается, что код выполнения и данных находятся в кэше исполняющего устройства.
| Алгоритм   | Циклов | Мбит/сек | Относительная производительность |
| ---------- | ------ | -------- | -------------------------------- |
| MD4        | 241    | 191.2    | 1.00                             |
| MD5        | 337    | 136.7    | 0.72                             |
| RIPEMD     | 480    | 96.0     | 0.50                             |
| RIPEMD-128 | 592    | 77.8     | 0.41                             |
| SHA-1      | 837    | 55.1     | 0.29                             |
| RIPEMD-160 | 1013   | 45.5     | 0.24                             |